# Veselíčko (Olomouc)
Veselíčko (in tedesco Wesselitschko) è un comune della Repubblica Ceca facente parte del distretto di Přerov, nella regione di Olomouc.